# Фуке, Никола
Никола́ Фуке́ (фр. Nicolas Fouquet; 27 января 1615, Париж — 23 марта 1680, Пиньероль) — французский государственный деятель, один из самых могущественных и богатых сановников первых лет царствования Людовика XIV, суперинтендант финансов (1653—1661). Приобрёл титулы виконт де Мелён и де Во, маркиз де Бель-Иль (фр. vicomte de Melun et de Vaux, marquis de Belle-Isle). Построил себе дворец Во-ле-Виконт, ставший вехой в истории европейской архитектуры. В 1661 году по приказу короля был арестован и остаток жизни провёл в заточении.

## Биография
Никола Фуке родился 27 января 1615 года во влиятельной семье советника парламента Бретани Франсуа Фуке. Был интендантом сначала в Дофинэ, потом при армиях в Каталонии и Фландрии, а во время Фронды в Париже. В этой последней должности он помогал правительству в борьбе с парламентом, воспрепятствовал конфискации имущества кардинала Мазарини и содействовал его возвращению в Париж.
В 1650 году Фуке купил себе должность главного прокурора при парижском парламенте. Мазарини сделал в 1653 году Фуке суперинтендантом финансов. Управление Фуке ознаменовалось приведением финансов в полное расстройство и систематическим расхищением государственной казны. Сначала его сдерживал другой суперинтендант, Сервьен, но после смерти последнего в 1659 году грабежу уже не было больше пределов.
Фуке выдавал ассигновки на уплату из той или другой статьи государственных доходов, но из фондов, уже истраченных. Лица, получавшие ассигновки, продавали их за бесценок крупным финансистам, которые переводили их на действительные фонды и получали громадные барыши, причём значительную долю прибыли уступали Фуке. Для покрытия расходов Фуке часто прибегал к займам за большие проценты, от 20 до 25 %.
Чтобы скрыть эти проценты, он в отчетах показывал цифру занятого капитала выше действительной. Кредиторами государства, кроме крупных финансистов, оказывались Мазарини, сам Фуке и толпа его прихлебателей. При сдаче налогов на откуп происходили страшные злоупотребления; откупщики обязаны были платить ежегодную пенсию не только самому Фуке, но и его любовницам и приближённым.
С 1654 года Фуке перестал вести ведомость получаемых доходов, тратя громадные суммы на постройки, празднества, любовниц и шпионов. В Во-ле-Виконт на берегу Сены недалеко от Фонтенбло он выстроил себе великолепный дворец и вёл там образ жизни, как бы предварявший будущий Версальский двор Людовика XIV. Его окружали художники и писатели, которым он покровительствовал (Лебрен, Ленотр, Мольер, Лафонтен и др.).
Хорошие отношения между Фуке и Мазарини расстроились к концу жизни последнего. Фуке стал готовить себе путь к власти на случай смерти Мазарини и вместе с тем принимал меры против возможного преследования. Он купил остров Бель-Иль и стал превращать его в неприступную крепость; тогда же Фуке составил для своих приверженцев план сопротивления на случай его ареста. При дворе он сорил деньгами и создал себе партию; его уже называли L’Avenir (Будущий, Следующий). Он подкупил духовника королевы-матери и этим привлёк её на свою сторону; пробовал подкупить и духовника самого короля.
Перед смертью Мазарини, рекомендуя Людовику XIV Кольбера, по-видимому, посоветовал королю отделаться от Фуке. Фуке посылал королю финансовые ведомости, уменьшая цифры расходов и увеличивая цифры доходов, и не подозревал, что король вместе с Кольбером тщательно проверяет эти ведомости. Судьба Фуке была решена; но как генеральный прокурор, он мог быть судим только парламентом и поэтому предание его суду могло окончиться оправданием. Кольбер уговорил Фуке продать должность прокурора, а вырученную сумму поднести королю, чтобы упрочить за собой его благоволение. Фуке согласился.

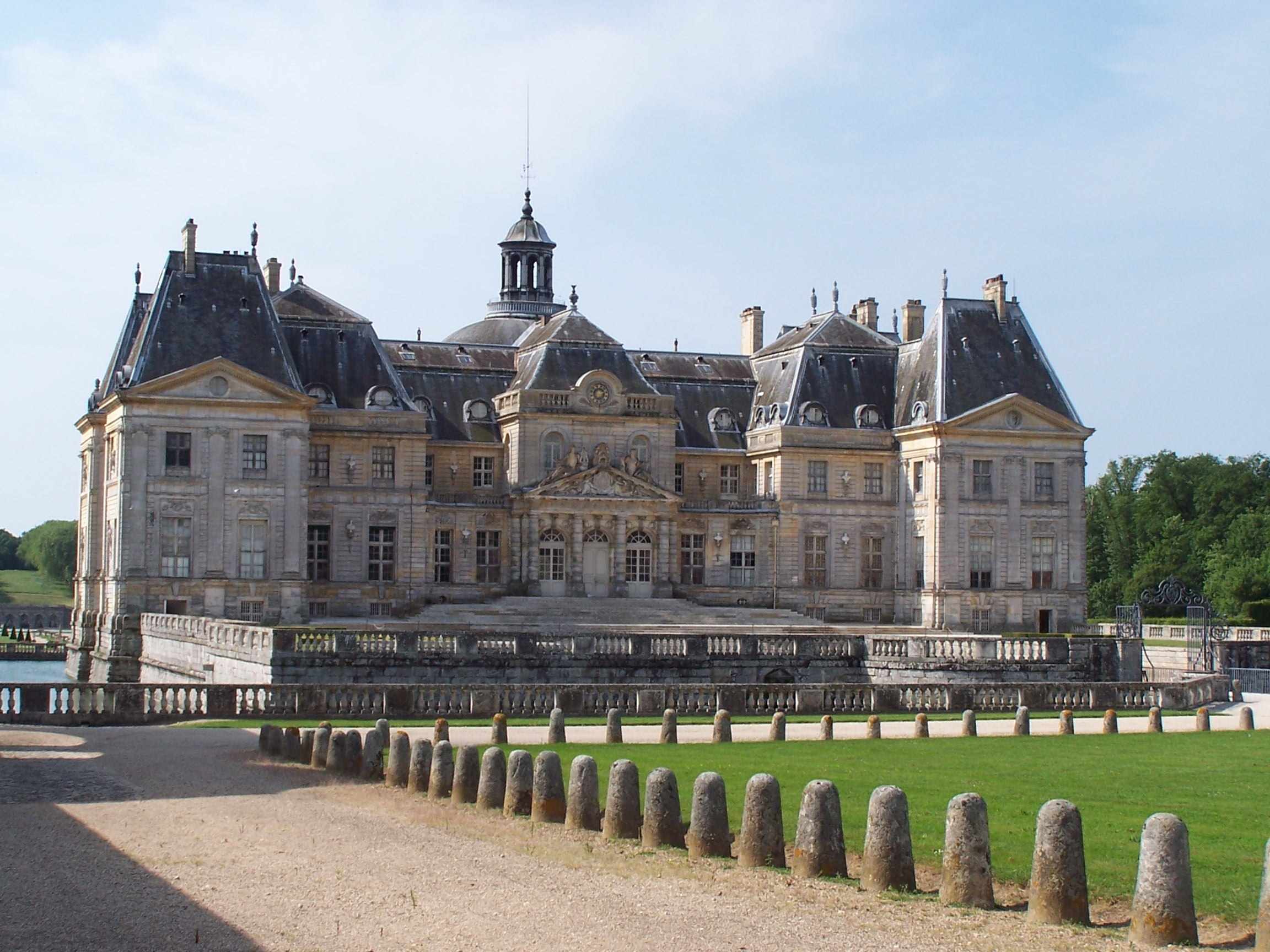
Замок Фуке Во (Vaux-le-Vicomte)

Тогда Людовик XIV решил арестовать Фуке во время пышных празднеств, которые он устроил в честь короля в Во-ле-Виконт 17 августа 1661 года (присутствовали 600 приглашенных); но арест, по просьбе Анны Австрийской, был отложен. Решимость короля, помимо убеждения в виновности Фуке, усугублялась и личным его нерасположением к Фуке, который оскорблял самолюбие короля чрезмерным великолепием и вдобавок имел неосторожность ухаживать за фавориткой короля Луизой де Лавальер. Король отправился в Нант; Фуке сопровождал его. 5 сентября 1661 года он по обыкновению присутствовал в королевском совете, но при выходе из совета был арестован лейтенантом королевских мушкетеров д'Артаньяном на площади перед собором святых Петра и Павла и отвезен в Венсеннский замок, а оттуда в 1663 году в Бастилию.

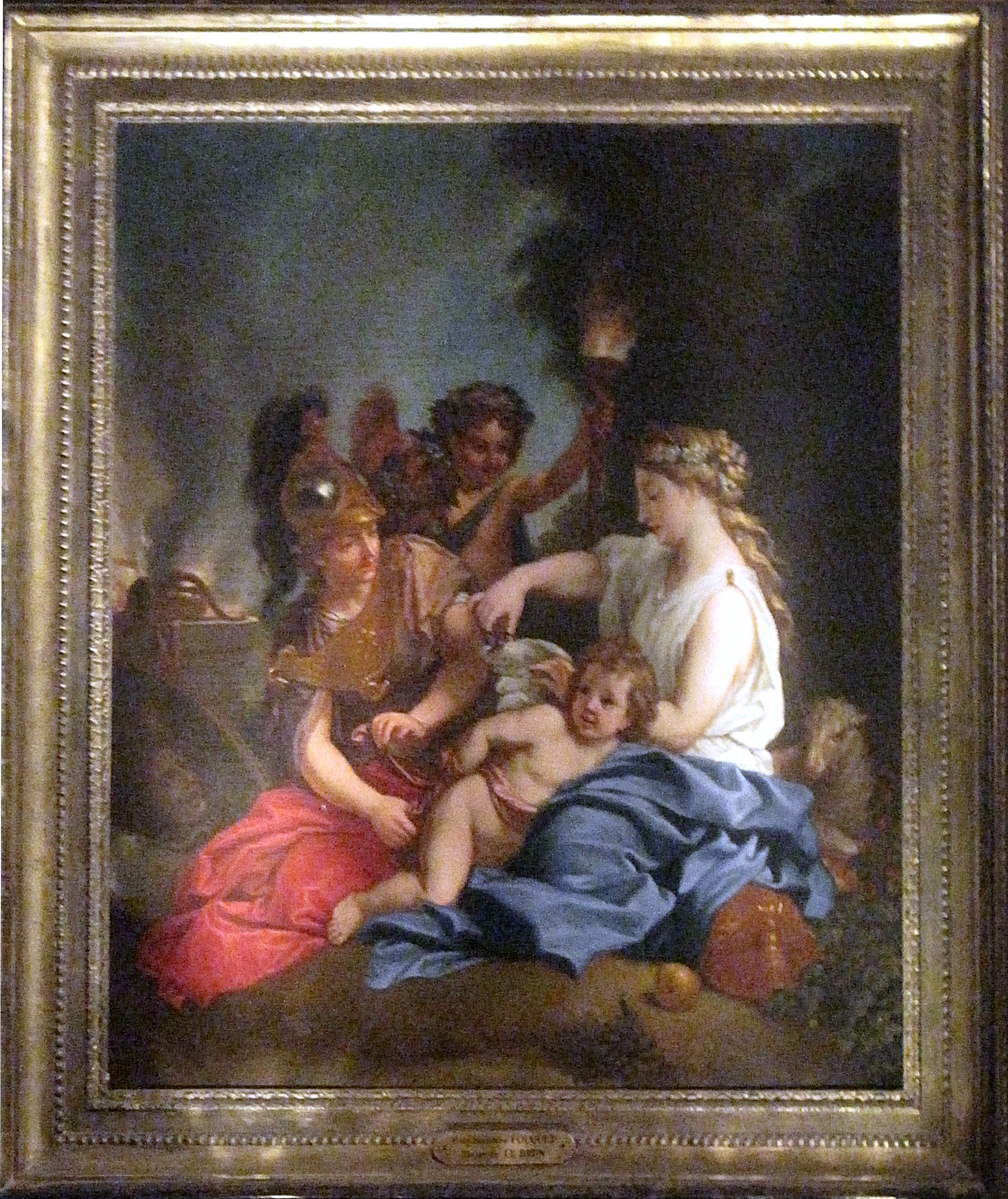
Старая копия аллегорического портрета Марии-Мадлен де Кастиль (мадам Фуке).

На его имущество были наложены печати. Бель-Иль сдался королевским войскам без сопротивления. В числе бумаг, взятых у Фуке, находились шкатулка с громадным количеством писем, открывших перед королём всю сеть придворных интриг и план сопротивления. Ближайшие сотрудники и приверженцы Фуке тоже были арестованы и привлечены к ответственности, родственники и друзья — удалены от двора.
Процесс Фуке тянулся три года. Судей назначил сам король; главную роль среди них играли заклятые враги Фуке — Сегье и Талон. Общество сначала было в восторге от ареста Фуке, но продолжительность процесса и пристрастие врагов Фуке склонили мало-помалу общественное мнение в его пользу. Родственники и друзья старались добиться королевского помилования, но король оставался непреклонным. 21 декабря 1664 года состоялся приговор: большинством 13 голосов против 9, подавших голос за смертную казнь, Фуке был присужден к вечному изгнанию и конфискации имущества. Король нашёл приговор слишком мягким и заменил вечное изгнание пожизненным заключением. Этот процесс был описан в письмах маркизой де Севинье, которая сочувственно относилась к нему.
Фуке был отвезен в замок Пиньероль, где и прожил остальные 15 лет своей жизни. Его держали очень строго: ему не позволяли писать, запрещены были всякие сношения с людьми и даже прогулки. Только в 1672 году его участь была немного облегчена; в 1679 году ему впервые было разрешено свидание с женой и детьми. В 1680 году король готов был уже разрешить ему поехать для поправления здоровья на воды, когда получено было известие о его смерти. Отождествление Фуке с Железной маской не имеет никаких серьёзных оснований.

### Семья
Женой Никола Фуке была Мария Магдалина де Кастиль (1635—1716), вместе они имели 5 детей, из которых 4 выжили до совершеннолетия. Его сын Луи Фуке восстановил дворец Во-ле-Виконт.
Брат — аббат Барбо и Риньи Базиль Фуке (1622—1680) являлся руководителем тайной полиции в годы правления Мазарини.

## Герб

Герб Фуке

На дворянском гербе Фуке изображена устремлённая вверх белка. Девиз — «Quo non ascendam?» (с лат. — «Куда не взберусь?») — интерпретируется как «Каких высот не достигну?».

## В литературе
- Лафонтен. «Элегии к нимфам Во» (1662), «Ода в защиту Фуке» (1663).
- Р. Мональди, Ф. Сорти. «Imprimatur: В печать». Исторический детектив. М: АСТ, 2006. ISBN 5-17-0333234-3
- Александр Дюма-отец. «Виконт де Бражелон», «Узник Бастилии».
- Александр Дюма. Пьеса «Молодость Людовика XIV» (1854).
- Булгаков М. А. «Жизнь господина де Мольера».
- Анн и Серж Голон. «Анжелика (серия книг)».

## В кино
В кинематографе роль Фуке исполнили:
- Джозеф Шилдкраут — «Человек в Железной маске» (США, 1939).
- Пьер Бэррат — «Захват власти Людовиком XIV» (Франция, 1966).
- Патрик Макгуэн — «Человек в железной маске» (1977).
- Иэн Макшейн — «Пятый мушкетер» (Австрия—ФРГ, 1979).
- Никки Нод — «Жан де Лафонтен – вызов судьбе» (2007).
- Франсуа Винчентелли — «Версаль, мечта короля» (2008)
- Лоран Дойч — «Король, белка и уж» (2009).